# Muhamed Toromanović
Muhamed Toromanović (ur. 9 kwietnia 1984 w Cazinie) – bośniacki piłkarz ręczny grający jako obrotowy, reprezentant Bośni i Hercegowiny. Do końca sezonu 2013/2014 występował w PGNiG Superlidze, w drużynie Orlen Wisły Płock.

## Sukcesy
- Mistrzostwa Bośni i Hercegowiny:
  -  2006, 2007, 2008
  -  2004, 2005
- Puchar Bośni i Hercegowiny:
  -  2004, 2008
- Mistrzostwa Norwegii:
  -  2009
  -  2010